# San Mamés (2013)
Het San Mamés is het voetbalstadion van Athletic Bilbao, dat plaats biedt aan 53.332 toeschouwers. Het stadion verving bij de opening in 2013 het oude San Mamés, dat gebouwd werd in 1913.
Het project werd in 2006 goedgekeurd. In 2010 begonnen de bouwwerken. Het nieuwe stadion werd gebouwd net naast het oude stadion. De architecten van het nieuwe stadion zijn de Basken César Azkarate en Mikel Sanz de Prit. De bouw werd gefinancierd door Kutxabank, de Baskische overheid, de gemeenteraad en het concilie van Biskaje.

## Europees kampioenschap voetbal 2020
In 2021 zou San Mamés in Bilbao een van de 12 stadions zijn waar het Europees kampioenschap voetbal 2020 werd gehouden. Er zouden drie wedstrijden in de groepsfase worden gespeeld en één achtste finale. De wedstrijden in de groepsfase zouden op 14, 19 en 23 juni worden gespeeld. De achtste finale zou op 27 juni 2021 worden gespeeld. Door de aanhoudende coronapandemie kon echter niet worden gegarandeerd dat er publiek bij deze wedstrijden kon zijn. Het stadion werd daarom vervangen door het Estadio de La Cartuja in Sevilla.

## Finales
Nadat er vanwege de coronacrisis geen wedstrijden in dit stadion op het EK 2020 gespeeld werden, werd als erkenning van de inspanningen en de financiële investeringen besloten om de finale van de UEFA Women's Champions League in 2024 en de finale van de UEFA Europa League in 2025 in dit stadion te laten spelen.